# Hard to Fight
Hard to Fight ist ein südkoreanisch-US-amerikanisches Filmdrama.

## Handlung
Ein südkoreanischer Vorzeigepolizist muss herbe Rückschläge im Privatleben und in seiner beruflichen Reputation verkraften. Anerkennung holt er sich in einem Taekwondo-Wettstreit, bei dem er gegen den US-amerikanischen Champion antritt. Durch eine Fehlentscheidung der Punktrichter verliert er den Weltmeistertitel. Er flüchtet sich in Alkohol und gewaltsames Vorgehen während seiner Einsätze. Dies bekommt auch seine Tochter Clementine zu spüren, die sich verzweifelt um ihn kümmert. Dabei zeigt das sehr junge Mädchen viele erwachsene Züge. Sie freundet sich mit einer Frau an, die sie beim Einkaufen kennenlernt. Sie schildert ihr die Probleme mit ihrem Vater und erzählt, dass ihr die verstorbene Mutter fehlt. Die Frau jedoch ist ebenfalls eine Polizistin, die gegen ihren Vater ermittelt, der während seiner Ermittlungen zu harten Methoden greift.
Im Laufe des Films stellt sich dann nach vielen weiteren Tiefschlägen heraus, dass die neue Freundin Clementines in Wirklichkeit ihre verstorben geglaubte Mutter ist. Ihr Vater wurde währenddessen von einem Gangster erpresst und wurde gezwungen, an illegalen Käfigkämpfen teilzunehmen, da man sonst Clementine entführen würde, was letzten Endes auch geschieht, damit er erneut gegen den amerikanischen Champion, gespielt von Steven Seagal, antritt und verliert. Vater und Mutter begraben ihre Streitigkeiten, um Clementine zu retten. Während der Mutter dies gelingt, kann der Vater den Kampf doch noch umdrehen und gewinnt schließlich.
Am Ende des Films ist die Familie vereint, und Jack Miller entschuldigt sich bei Clementines Vater und sagt, er habe nichts von der Entführung gewusst und erzählt, worum es im Taekwondo geht.

## Deutscher Markt
Für den deutschen Markt wurden ein Cover und Filmtitel verwendet, der auf einen Kampfsportfilm schließen lässt. Auf der Rückseite des Covers stehen ebenfalls nur die wenigen Kampfsportszenen des Films beschrieben. Obwohl Steven Seagal nur sechs Minuten im Film mitspielt und somit lediglich eine kleine Nebenrolle hat, erscheint sein Bild mutmaßlich aus Vermarktungsgründen auch auf dem Cover. Viele Filmkritiken, wie die unten angefügte des Lexikons des internationalen Films, beruhen lediglich auf dem falschen/unvollständigen Covertext. Entgegen der Aufmachung und Vermarktung handelt es sich weder um einen Kampfsport- noch um einen Actionfilm, sondern um ein Drama.
Im Juni 2014 wurde der Film als The Enemy auf dem deutschen DVD-Markt wiederveröffentlicht.

## Kritiken
„Stupider Kampfsport-Film mit einem überalterten Hauptdarsteller, das ein zehnminütiges Wiedersehen mit dem wohl unvermeidlichen Steven Seagal beschert.“